# Вьюнишник
Вьюни́шник (вьюшник, вьюничник, вьюне́ц, вьюни́ны, вью́нство, вьюни́тство, юни́ны, юне́ц, окликание молодых) — русский обходной обряд, целью которого было коллективное чествование и поздравление молодожёнов, вступивших в брак в течение года. Вьюнишник завершал длительный период послесвадебных обрядов, а также вписывался в систему восточнославянских весенних обрядовых обходов, входил в одну группу с хороводными величаниями и некоторыми другими формами поздравления молодожёнов. Трактуется исследователями как обычай, фактически закрепляющий переход молодожёнов в новую социальную категорию путём их «окликания», или публичного оглашения. Обряд был аналогом белорусского волочения на Пасху.
Обряд проводился обычно на Пасхальной неделе, на Красную горку, а также в субботу или воскресенье следующей Фоминой недели.

## Этимология
Синонимом слова вьюн является венок. Они, как считает Ф. И. Буслаев, однокоренные и происходят от слова вить. В Петрозаводском уезде Олонецкой губернии вьюнками называли венки из цветов и трав. Слово вьюнок в значении венок известно в Орловской, Костромской, Вологодской, Костромской, Вятской и Архангельской губерниях. Синонимом к слову венок было вено. На Урале венок из цветов для невесты назывался венец. Таким образом, областные наречия подтверждают синонимичность слов вьюн и венок. В свою очередь, слово венок имело значение: девичий головной убор (юж.-слав.), венчание (псков.), супружеская пара (западно.-сиб.). Венницей называли невесту старообрядцы в Стародубье. Слово вено употреблялось в Курской, Рязанской и Нижегородской губерниях. Венец уронить — означало в Вятской губернии нарушить супружескую верность. В Архангельской губернии венца смотреть означало смотреть на свадьбу. Имеющиеся материалы говорят о том, что содержательный смысл слов венок—вьюн—вено—венец совпадает и они указывают на любовные и семейно-брачные отношения. Отсюда название молодых вьюном и вьюницей, или в Сибири венком. Вероятно, поэтому обходные обряды Фоминой недели стали называться вьюнишниками.
Татьяна Агапкина считает, что «витьё (куручение)» является фольклорной метафорой начала, зарождения жизни, умножения.
В то же время, по мнению Елены Мадлевской, название обряда связано с обращениями к молодым «вьюнец» и «вьюница», или в другой огласовке — «юнец» и «юница», которые использовались при окликании; в некоторых местностях новобрачных так называли на второй день после венчания.

## Обряд
У русских этот обычай был распространён по всему Верхнему и Среднему Поволжью. Его южная граница — Самарское и Казанское Поволжье, северная — юг Вологодчины. Песни, сопровождавшие обряд, назывались вьюнцами. Обычно вьюнинами заканчивался годовой цикл послесвадебных гостеваний и праздников. Молодожёны становились полноправными членами общества семейных людей.
В Тамбовской губернии молодых поздравляли с Пасхой на пасхальной неделе или в Фомино воскресенье.
В Ростовском уезде Ярославской губернии вьюнины отмечались в Фомино воскресенье (на Красную горку), в Нижегородской губернии — в субботу Светлой недели, а иногда и на Фоминой. Жених за исполнение вьюнишных песен раздавал детям небольшие пряники, называемые, как и сам ритуал, вьюнцами.
Обряд напоминал зимнее колядование. Весёлая нарядно одетая толпа, собравшись в условленном месте, двигалась из конца в конец селения и начинала «искать вьюнца и вьюницу» (молодых). Причём молодёжь это делала утром, а семейные мужчины и женщины — вечером. Стучались под окном с особым припевом-причетом: «Вьюн-вьюница, отдай наши яйцы!» Где нет молодожёнов, там от непрошеных гостей отделывались тем, что, подавая несколько яиц, христосовались с кем-нибудь из них. Где же молодая пара, — там пелись специальные песни:
На горе было горе,

У Ивана на дворе.

Вьюнец- молодец,

Вьюница, эй, молодая!

Вырастало деревце

Да кипарисовое.

Как во этом деревце

Да три угодьица:

По вершине деревца

Да соловей песни поёт,

Посередь-то деревца

Да пчелы яры гнезда вьют

По корень-то деревца

Да тут беседушка стоит,

Во беседушке сидит

Да удалой-от молодец,

Молодой-от молодец

Да Иванушка господин.

Иванушка господин

Да с молодой своей женой,

С молодой своей женой

Да с Прасковьей молодой.
Девицы разыгрывали хороводы, а молодцы бились на кулачках и боролись один на один, песни пели перед таким домом до тех пор, пока виновники торжества не выйдут к ним сами и не вынесут угощения: яиц, пива, мёда, орехов, пряников, иногда денег детворе. После этого старший из певунов-весельчаков затягивал благодарственную песню:
Ещё здравствуй, молодой,

С молодой своей женой!

Спасибо тебе, хозяин,

С твоей младой-младешенъкой

Хозяюшкою счастливою —

На жалованьи,

На здравствованьи!
Хор молодых голосов после каждого стиха подпевал: «Вьюнец-молодец, молодая!» — чем и кончалось чествование новобрачных и шли до другого дома молодожёнов, где всё действо повторялось.

## Вьюнишные песни
Вьюнишные песни (вьюницкие песни, вьюнцы) — величальные песни, исполняемые в составе обходного обряда вьюнишника молодым (вьюницу и вьюнице), обычно в субботу или воскресенье Фоминой (послепасхальной) недели или в субботу Светлой недели. Песни содержали величание дома молодых, который описывался в идеализированных формах, в символических образах рисовались согласие, достаток, счастье молодой семьи.
Вьюнишные песни, исполнявшиеся взрослыми, состоят из трех частей: зачин (обращение с просьбой разрешить окликать молодых, описание того, как окликальщики искали двор молодых, и т. п.), основная часть — эпическая, в которой высказывались пожелания благополучия; и заключение с просьбой о вознаграждении. Специфические их черты — характерный припев типа «Вьюнец молодой, вьюница молодая!», который и является собственно окликанием, а также центральный образ песни, содержащий мотив трёхчастного «мирового дерева», растущего посреди двора молодожёнов; особо отмечаются его вершина, середина и корень. Дерево и его описание соотносятся с основными этапами свадебного ритуала и браком (сговор, молодая семья, брачная жизнь).
Под корень деревца

Да тут беседушка стоит,

Во беседушке сидит

<…> Иванушка господин

Да с молодой своей женой.
Вьюнишные песни имеют традиционный для обходных песен зачин (обращение с просьбой разрешить окликать молодых, описание того, как окликальщики искали двор молодых, и т. п.), а завершаются типовой просьбой о вознаграждении. Характерный припев «Вьюнец молодой, вьюница молодая!» является окликанием, а мотив трехчастного «мирового дерева» — центральным образом песни:
Под корень деревца

Да тут беседушка стоит,

Во беседушке сидит < . . . >

Иванушка господин

Да с молодой своей женой